# 维奈姆
维奈姆（法語：Wuenheim，法語發音：[vynaim] ⓘ）是法国上莱茵省的一个市镇，属于坦恩-盖布维莱尔区。

## 地理
维奈姆（47°52'23"N, 7°12'32"E）面积6.17 平方千米，位于法国大東部大區上莱茵省，该省份为法国东部内陆省份，是阿尔萨斯的一部分，今与下莱茵省组成了阿尔萨斯欧洲集体，其北临下莱茵省，西接孚日省，西南接贝尔福地区省，东侧沿莱茵河与德国相望，南与瑞士接壤。
与维奈姆接壤的市镇（或旧市镇、城区）包括：苏尔茨-上莱茵、永戈尔茨、阿特曼斯维莱尔、瓦特维莱尔。
维奈姆的时区为UTC+01:00、UTC+02:00（夏令时）。

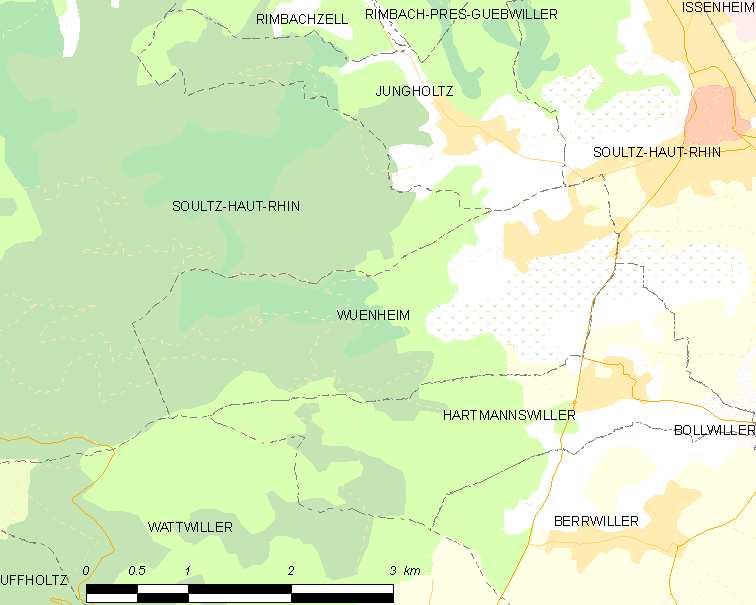
维奈姆的OSM定位图

## 行政
维奈姆的邮政编码为68500，INSEE市镇编码为68381。

## 政治
维奈姆所属的省级选区为盖布维莱尔县。

## 人口

1962-2008年间维奈姆人口变化图示

维奈姆于2022年1月1日时的人口数量为769人。